# Paisagem cultural de Mapungubwe
A Paisagem Cultural de Mapungubwe, na província do Limpopo da África do Sul, na confluência dos rios Limpopo e Shashe, próxima das fronteiras com o Zimbabwe e com o Botswana, foi integrada na lista do Património Mundial pela UNESCO em 2003, por representar os vestígios dum estado que floresceu naquela região entre os séculos IX e  XIV, com características semelhantes ao que deu origem ao Grande Zimbabwe.
Situada numa região de savana com embondeiros de grande porte, o conjunto inclui amuralhados construídos com pedras cortadas de forma regular e sobrepostas sem a utilização de qualquer tipo de cimento, e permite distinguir antigos palácios que parecem ter surgido em várias épocas e uma zona habitacional circundante. Outros vestígos encontrados permitem provar a existência dum importante comércio com os países árabes e a Índia, mostrando que aquele estado se desenvolveu graças à sua situação estratégica no centro das rotas entre o interior da África Austral e o Oceano Índico. Importa referir que Mapungubwe foi o primeiro estado.
Aparentemente, desenvolvido por povos Bantu provenientes da África Ocidental e conhecedores da tecnologia do ferro, foram encontrados em Mapungubwe vestígios de cerâmica duma cultura conhecida como “Zhizo”, datados do período entre os anos 800 e 1000 da nossa era. Na mesma região, encontraram-se instrumentos de pedra e pinturas rupestres que indicam a fixação de povos caçadores-recolectores, provavelmente do grupo Khoisan, antes da chegada dos Bantu.
Tal como aconteceu com o Grande Zimbabwe, esta enorme cidade foi abandonada no século XIV, provavelmente por causa duma invasão da região por povos de língua chiShona que originaram o Império dos Mwenemutapas.
Devido à doença transmitida pela mosca tsé-tsé e à malária, a região só foi usada esporadicamente como terrreno de caça até ao século XX, quando se descobriram artefactos de ouro nas ruínas de Mapungubwe. Isto levou a uma “corrida ao ouro” mas, em 1932, a Universidade de Pretória adquiriu uma parte do terreno e iniciou um projecto arqueológico, que levou ao estudo do sítio e, eventualmente, à criação do Museu de Mapungubwe naquela universidade.